# Бремгартен-бай-Берн
Бремгартен-бай-Берн (нім. Bremgarten bei Bern) — громада  в Швейцарії в кантоні Берн, адміністративний округ Берн-Міттельланд.

## Географія
Громада розташована на відстані близько 4 км на північ від Берна.
Бремгартен-бай-Берн має площу 1,9 км², з яких на 45,7% дозволяється будівництво (житлове та будівництво доріг), 32,4% використовуються в сільськогосподарських цілях, 16,5% зайнято лісами, 5,3% не є продуктивними (річки, льодовики або гори).

## Демографія
2019 року в громаді мешкало 4369 осіб (+4,2% порівняно з 2010 роком), іноземців було 9,9%. Густота населення становила 2299 осіб/км².
За віковим діапазоном населення розподілялося таким чином: 21% — особи молодші 20 років, 54,2% — особи у віці 20—64 років, 24,8% — особи у віці 65 років та старші. Було 1901 помешкань (у середньому 2,3 особи в помешканні).
Із загальної кількості 646 працюючих 9 було зайнятих в первинному секторі, 25 — в обробній промисловості, 612 — в галузі послуг.